# كأس النرويج 1925
كأس النرويج 1925 (بالنرويجية: Norgesmesterskapet i fotball for menn 1925)‏ هو الموسم 24 من كأس النرويج. أشرف على تنظيمه اتحاد النرويج لكرة القدم، وكان عدد الأندية المشاركة فيه 94، وفاز فيه نادي بران.